# Tipula (Lunatipula) catawba
Tipula (Lunatipula) catawba is een tweevleugelige uit de familie langpootmuggen (Tipulidae). De soort komt voor in het Nearctisch gebied.